# Aeroport Lleida-Alguaire
Aeroport Lleida-Alguaire är en flygplats i Spanien.   Den ligger i provinsen Lleida och regionen Katalonien, i den nordöstra delen av landet 400 km öster om huvudstaden Madrid. Flygplatsen ligger 349 meter över havet.
Terrängen runt flygplatsen är huvudsakligen platt, men åt sydost är den kuperad. Den ligger uppe på en höjd. Runt Aeroport Lleida-Alguaire är det tätbefolkat, med 442 invånare per kvadratkilometer. Närmaste större samhälle är Lleida, 14,3 km sydost om flygplatsen. Trakten runt flygplatsen består till största delen av jordbruksmark.
Kustklimat råder i trakten. Årsmedeltemperaturen i trakten är 15 °C. Den varmaste månaden är juli, då medeltemperaturen är 27 °C, och den kallaste är januari, med 6 °C. Genomsnittlig årsnederbörd är 714 millimeter. Den regnigaste månaden är november, med i genomsnitt 111 mm nederbörd, och den torraste är augusti, med 36 mm nederbörd.